# De Fetzer
De Fetzer sind eine Musikgruppe aus dem Rhein-Kreis Neuss, die durch Mundartlieder und sonstige Stimmungslieder bekannt wurde. Hauptsächlich hat die Band ihre Auftritte im Rahmen des Düsseldorfer Karnevals und Kölner Karnevals. Die Band ist seit 1998 fester Bestandteil der Fernsehsendung „Düsseldorf Helau“ in der ARD und „Alles unter einer Kappe“ im WDR. Seit 2007 ist sie Gast bei der Karnevalsgala „Karneval Hoch Drei“ im ZDF in Mainz.
2007 waren De Fetzer mit dem Musiktitel „Immer wenn Du vör m'r stehst“ Sieger der Närrischen Hitparade des WDR.
2010 wurde den Fetzern der Goldene Violinschlüssel in Düsseldorf für besondere Verdienste um das rheinische Liedgut verliehen.
Zur Karnevalssession 2014/2015 werden De Fetzer das traditionelle Mottolied „Traumhaft Jeck“ in Düsseldorf präsentieren.
Zwischen Mai und Oktober 2010 gaben De Fetzer insgesamt 10 Konzerte ohne Gage, die im Rheinkreis Neuss und Düsseldorf stattfanden. Sie sammelten dabei 7129,93 Euro an Spendengelder beim Publikum und beim Veranstalter für die Aktion Lichtblicke, die am 15. Dezember 2010 offiziell beim Lokalradiosender NEWS 89.4 in Neuss übergeben wurden.
2015 feierte die Band in Düsseldorf ihr 40-jähriges Bandjubiläum.
Die Band besteht aus den Mitgliedern Franz Kolbecher, Erich Kluth, Josef Kollenbroich (Jupp), Udo Schillings, Wolfgang Schloßmacher und Thomas Meffert (Meffi).
Im Mai 2020 gab die Band bekannt, sich Rosenmontag 2022 auflösen zu wollen.
Da durch die Corona-Pandemie keine Abschieds-Tournee durch die Karnevalssession möglich war, wurde in der Session 2022/2023 Abschied gefeiert. Gitarrist Udo Schillings starb in der Nacht vom 26. auf den 27. Januar 2025 nach schwerer Krankheit.

## Diskografie
- Mer hann ne kleene Jaade / Jetz weed e Faass opjemaat (1988)
- Wat e Wedder widder wat Marie / Mach ens vier Bier  (1991)
- Ich stonn he schon su lang / Kaminsfäjer / Hastamanana (1992)
- Kumm dunn widder laache / En Melodie em Uhr / Wenn d'r Mond verzälle künnt  (1993)
- So wie domols / Wenn d'r Boor op Brautschau jeht / Wir fahren  (1994)
- Schatzemann (mit Marita Köllner, Et fussisch Julche) / Und wenn wir alle pleite gehen / Lisa (1995)
- Onkel Doktor / Fastelovendskess / Mädche kumm danz mit mir (1999)
- 7500 (Jubiläumsalbum, 25 Jahre)  (2000)
- Schlittenfahrn im Grafenberger Wald / Dat sin de Mädche us Düsseldorf Helau  (2001)
- Ich hab' den Yeti gesehn   (2002)
- Insellied (mit Scharmöhre)   (2003)
- LaOla / Partyzeit (mit Scharmöhre)   (2004)
- Männerstrip beim Damenkegelclub  (2005)
- Immer wenn Du vör m'r stehst   (2006)
- Fründe (Jubiläumsalbum, 33 Jahre) (2008)
- Samba Sandra  (2009)
- Schnucki, ach Schnucki / Lasst uns Freunde sein   (2010)
- Wenn ich träum in der Nacht (Böhmischer Traum)   (2011)
- Das gibt's nur einmal / Gib mir deine Hand  (2012)
- Wenn ich träum in der Nacht (Chaka Chaka Mix)  (2012)
- Dat is uns janz ejal (2013)
- Traumhaft Jeck (2014)
- Hausboot auf der Düssel (2014)
- Ich möcht' zurück auf die Insel (2014)
- Altbierlied 2015
- (Liebe kleine) Funkemarie (2016)
- Dat is ming Stadt (Düsseldorf am Rhing) (2017)
- Altstadtlied (2017)
- Mädchen Schokolädchen (2018)
- Sing mit (Döpp Döpp Döpp) (2018)
- Uns jeiht et joot  (2019)
- Heut verlier ich mein Herz (2020)